# Gornji Ribnik (Serbia)
Gornji Ribnik (cyr. Горњи Рибник) – wieś w Serbii, w okręgu rasińskim, w gminie Trstenik. W 2011 roku liczyła 562 mieszkańców.